# Тарбеевы
Тарбе́евы — древний русский дворянский род татарского происхождения.
При подаче документов (1686) для внесения рода в Бархатную книгу, была предоставлена родословная роспись Тарбеевых и три жалованные грамоты: Ивана III Фёдору Михайловичу Тарбееву (1503/04), Василия III Григорию Фёдоровичу Тарбееву (1519/20) и Ивана IV Андрею Григорьевичу Тарбееву (1553/54).
Род внесён в родословные книги Витебской, Вологодской, Казанской, Оренбургской, Пензенской и Тамбовской губерний (Гербовник, I, 47)..

## Происхождение и история рода
Род происходит, по сказанием старинных родословцев, от выехавшего (1340) из Золотой Орды при Василии Тёмном мурзы Ахмета (родоначальник Мосоловых) и его брата мурзы Мердулах-Бия Тарбеева, в крещении Семёна. Андрей Фёдорович Тарбеев написан в тысячной книге лучших дворян и детей боярских (1550). Тимофей Петрович Тарбеев был воеводой на Волоке (1609—1616) и на Унже (1617—1618). Из его племянников Степан Иванович воевода в Сапожке (1617) и посланник в Крыму (1626), Фёдор Борисович — воевода в Старице (1626—1628). Его сын Григорий Фёдорович стольник (1661), воевода в Чебоксарах, в Переяславле, затем думный дворянин (1685). Василий Никитич Тарбеев стольник (1676), воевода в Бежецком Верху, судья Разбойного приказа, заседал в Монастырском приказе и в Мастерской палате, думный дворянин (1683-1692). Его брат Тимофей Никитич воевода в Дедилове (1679—1680).

## Описание герба
Щит разделён на четыре части: в первой части, в золотом поле, изображён летящий чёрный орёл. Во второй части, в голубом поле, плывущий по реке корабль. В третьей части, в голубом же поле, серебряный олень, бегущий к поставленному на правой стороне дереву, означенному золотом. В четвёртой части, в серебряном поле, стрелок, держащий натянутый лук со стрелой. Щит увенчан обыкновенным дворянским шлемом с дворянской на нём короной и тремя страусовыми перьями. Намёт на щит голубой и красный, подложен с правой стороны золотом, с левой серебром. Щитодержатели: два льва.
Герб рода Тарбеевых внесён в Часть 1 Общего гербовника дворянских родов Всероссийской империи, стр. 47.

## Известные представители
- Тарбеев Тимофей — воевода в Торопце (1609).
- Тарбеев Иван Григорьевич — малоярославский городской дворянин (1627—1629).
- Тарбеев Василий Григорьевич — малоярославский городовой дворянин (1627—1629), воевода в Ельце (1632).
- Тарбеев Степан Иванович — московский дворянин (1627—1640).
- Тарбеев Василий Иванович — московский дворянин (1636—1692), стряпчий (1692).
- Тарбеев Иван Матвеевич — московский дворянин (1636—1640).
- Тарбеев Дмитрий Матвеевич — московский дворянин (1636—1640), воевода в Ланшеве (1636—1637), в Зарайске (1648—1650).
- Тарбеев Василий — воевода в Харькове (1665).
- Тарбеев Лев Васильевич — стольник царицы Прасковьи Фёдоровны (1692).
- Тарбеевы: Иван Иванович, Гур, Василий, Борис и Алексей Дмитриевичи, Аким Васильевич — московские дворяне (1658—1692).
- Тарбеевы: Пётр Иванович, Дементий Тимофеевич, Фёдор и Андрей Дмитриевичи — стряпчие (1658—1692).
- Тарбеевы: Тимофей Никитич, Иван Фёдорович, Иван Акимович, Демид Семёнович — стольники (1676—1692)[6][7].
- Тарбеев, Пётр Петрович (1744—1810) — действительный тайный советник, сенатор.